# Zenith (album)
Zenith è il primo album in studio del chitarrista polacco Maciej Meller, pubblicato il 18 settembre 2020 dalla Ambient Media House.

## Descrizione
Il disco è un concept album incentrato sull'essere all'apice della propria vita, presentando come tematiche ricorrenti la paura, l'incertezza, l'ansia, il dubbio ma anche la speranza, ponendosi domande relative a ciò che accadrà durante la seconda metà della nostra esistenza.
Dal punto di vista musicale si tratta principalmente di un album prettamente legato al rock progressivo, seppur nelle otto tracce emergono anche influenze elettroniche, in particolar modo in Trip, brano composto dal chitarrista insieme a Mariusz Duda.

## Promozione
Zenith è stato annunciato il 22 luglio 2020, data in cui è stato reso disponibile su YouTube l'audio della quinta traccia Frozen. Il 28 agosto è stato presentato il singolo Trip, reso disponibile digitalmente.
Il disco è stato commercializzato il 18 settembre dello stesso anno nei formati CD e digitale, venendo accompagnato il mese seguente da un'edizione doppio vinile comprensivo della versione strumentale dell'album (distribuita a parte digitalmente a partire dal 20 novembre). Il 4 febbraio 2022 è stato reso disponibile l'EP Zenith Acoustic, comprensivo di nuove versioni di sei degli otto brani dell'album originale rivisitati in chiave acustica.

## Tracce
Testi di Krzysztof Borek, musiche di Maciej Meller, eccetto dove indicato.
1. Aside – 8:44
2. Knife – 4:39
3. Plan B – 4:11
4. Halfway – 5:10
5. Frozen – 5:40
6. Fox – 6:40
7. Trip – 8:02 (musica: Mariusz Duda, Maciej Meller)
8. Magic – 1:52

Disco bonus nell'edizione LP
- Lato C

1. Aside (Instrumental Version) – 8:44
2. Knife (Instrumental Version) – 4:39
3. Plan B (Instrumental Version) – 4:11
4. Halfway (Instrumental Version) – 5:10

- Lato D

1. Frozen (Instrumental Version) – 5:40
2. Fox (Instrumental Version) – 6:40
3. Trip (Instrumental Version) – 8:02 (musica: Mariusz Duda, Maciej Meller)
4. Magic (Instrumental Version) – 1:52

Contenuto bonus nell'edizione box set
- CD 2/LP 3 – Zenith Acoustic

1. Aside – 8:24
2. Frozen – 5:22
3. Halfway – 7:08
4. Fox – 6:24
5. Knife – 4:07
6. Trip – 10:56 (musica: Mariusz Duda, Maciej Meller)

- CD 3 – Sketches Versions Rarities

1. Trip (Part I Radio Edit) – 4:29 (musica: Mariusz Duda, Maciej Meller)
2. Aside (Radio Edit) – 4:42
3. Halfway (No Drums Acoustic Version) – 7:11
4. Trip (Part II Piano Solo Remix) – 4:06 (musica: Mariusz Duda, Maciej Meller)
5. Heroes (Acoustic Performance) – 4:37 (David Bowie, Brian Eno) – originariamente interpretata da David Bowie
6. Frozen (Acoustic Performance) – 5:32
7. The Carpet Crawlers (Acoustic Performance) – 5:18 (Tony Banks, Phil Collins, Peter Gabriel, Steve Hackett, Mike Rutherford) – originariamente interpretata dai Genesis
8. Plan B (Acoustic Performance) – 4:12
9. Halfway (Acoustic Performance) – 5:27
10. Mad World – 3:40 (Roland Orzabal) – originariamente interpretata dai Tears for Fears
11. Nights in White Satin (Acoustic Performance) – 5:19 (Justin Hayward) – originariamente interpretata dai Moody Blues
12. Biko (Acoustic Performance) – 5:33 (Peter Gabriel) – originariamente interpretata da Peter Gabriel
13. Trip (Part II Only Guitars Remix) – 4:02 (musica: Mariusz Duda, Maciej Meller)

## Formazione
Musicisti
- Maciej Meller – chitarra, mandolino, fischio
- Krzysztof Borek – voce
- Robert Szydło – basso
- Łukasz Damrych – tastiera
- Łukasz Sobolak – batteria

Produzione
- Maciej Meller – produzione
- Szymon Paduszyński – registrazione batteria e voce
- Wojciech Piotrowski – registrazione chitarra acustica
- Paweł Grabowski – registrazione chitarra elettrica
- Robert Szydło – missaggio, mastering